# Saint-Hilaire-d'Ozilhan
Saint-Hilaire-d'Ozilhan är en kommun i departementet Gard i regionen Occitanien i södra Frankrike. Kommunen ligger i kantonen Remoulins som tillhör arrondissementet Nîmes. År 2022 hade Saint-Hilaire-d'Ozilhan 1 115 invånare.

## Befolkningsutveckling
Antalet invånare i kommunen Saint-Hilaire-d'Ozilhan
Referens:INSEE